# Ursus arctos dalli
Ursus arctos dalli (Oso pardo de Dall) fue una subespecie de  mamíferos carnívoros  de la familia Ursidae.

## Distribución geográfica
Se encontraba en Norteamérica: Alaska.